# 飯沼長実
飯沼 長実（いいぬま ながざね）は、安土桃山時代の武将。織田氏の家臣。

## 生涯
父長継は天正11年（1583年）に織田信孝に内通したとして豊臣秀吉に処刑されたため、家督を継いだ。長実は前田利家に仕えたが、金沢で殺人を犯したため前田家から出奔する。その後は豊臣秀吉、織田秀信に仕えた。慶長5年（1600年）の関ヶ原の戦いでは主君・秀信と共に西軍に属し、東軍の池田輝政や福島正則らとの岐阜城の戦いにより、岐阜城外で戦死した。子の長資は岐阜城の戦いの前日の米野の戦いで討ち死にしている。